# زوكيرو

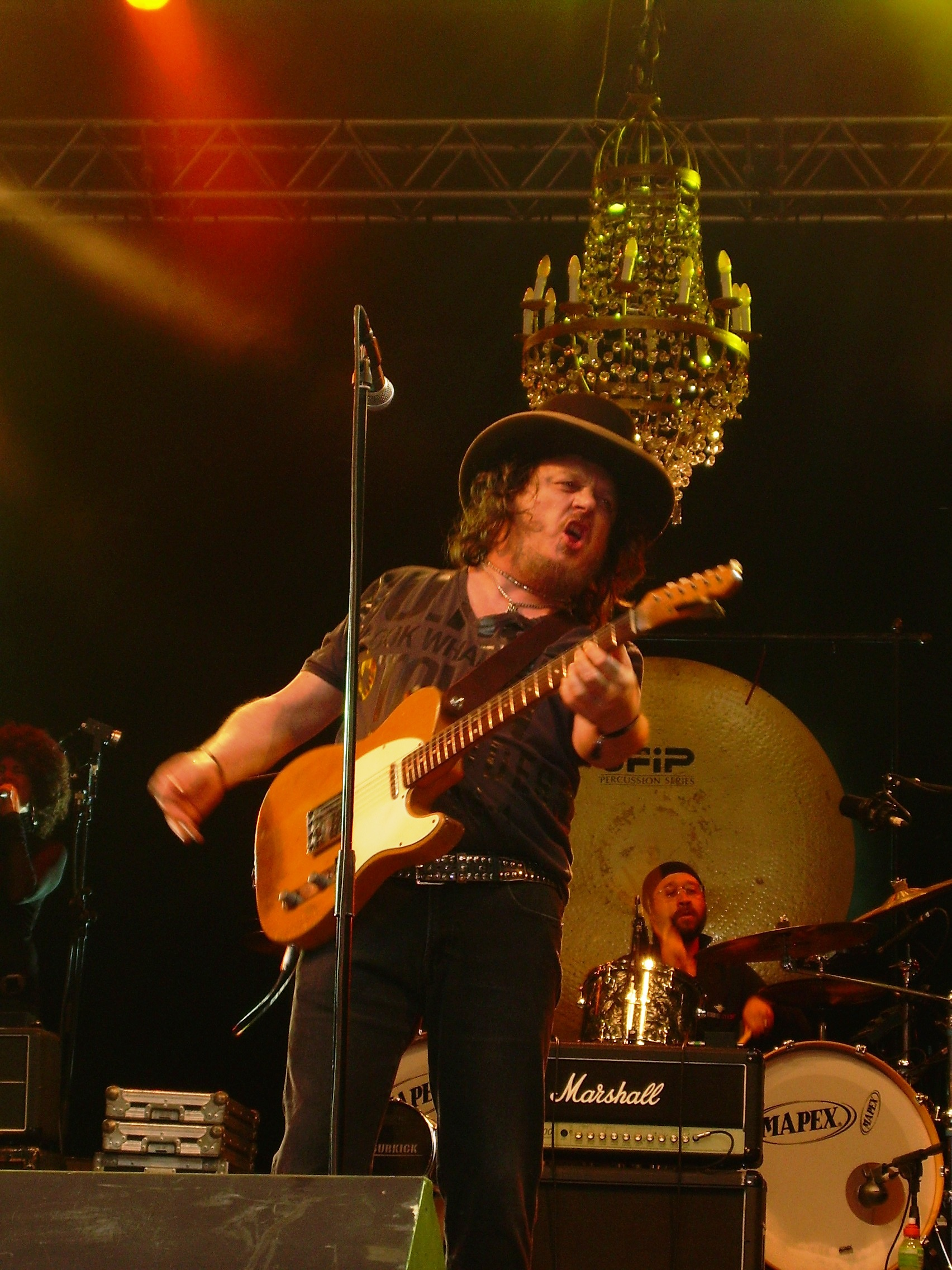
زوكيرو

زوكـّيرو (Zucchero) (ريدجو إميليا، 25 سبتمبر 1955) مغني روك إيطالي. موسيقاه هي مستوحاة إلى حد كبير من الغوسبال البلوز وموسيقى الروك، والمناوبين بين القصص والإيقاعي الرقصة تشبه قطعة.

## روابط خارجية
- زوكيرو على موقع IMDb (الإنجليزية)
- زوكيرو على موقع ميوزك برينز (الإنجليزية)
- زوكيرو على موقع أول ميوزيك (الإنجليزية)
- زوكيرو على موقع ديسكوغز (الإنجليزية)
- زوكيرو على موقع ديسكوغز (الإنجليزية)
- زوكيرو على موقع ديسكوغز (الإنجليزية)
- زوكيرو على موقع ديسكوغز (الإنجليزية)
- زوكيرو على موقع ديسكوغز (الإنجليزية)